# كريتاي - المحافظة (مترو باريس)
كريتاي - المحافظة (بالفرنسية: Créteil – Préfecture)‏ هي محطة مترو تابعة لمترو باريس تقع في فرنسا في كريتاي.[بحاجة لمصدر]